# Frans Van Cauwelaert

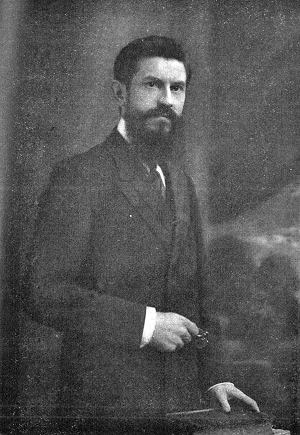
Frans Van Cauwelaert (um 1914)

Frans Van Cauwelaert (* 10. Januar 1880 in Onze-Lieve-Vrouw-Lombeek, Brabant; † 17. Mai 1961 in Antwerpen, Provinz Antwerpen) war ein belgischer Psychologe, Hochschullehrer, Autor, Mitgründer der Tageszeitung De Standaard sowie Politiker der Flämischen Bewegung, der nicht nur langjähriger Bürgermeister von Antwerpen und Präsident der Abgeordnetenkammer, sondern auch mehrfach Minister war.

## Biografie

### Studium, Professur, Abgeordneter und Zeitungsherausgeber
Der aus einer flämischen Bauernfamilie stammende Van Cauwelaert studierte nach dem Besuch des Mittelschule und des Knabenseminars von Hoogstraten Philosophie und Rechtswissenschaft an der Katholischen Universität Löwen und beendete diese Studien mit der Promotion. Bereits während seines Studiums war er im Algemeen Katholiek Vlaams Studentenverbond engagiert, der sich für Unterricht in niederländischer Sprache einsetzte. Außerdem war er zeitweise Redakteur von Ons Leven, dem Organ des Katholischen Studentenverbandes an der Katholieke Universiteit Leuven. Danach war er als Professor für Philosophie an der Katholieke Universiteit Leuven tätig.
Seine politische Laufbahn begann er 1910 mit der Wahl zum Mitglied der Abgeordnetenkammer, der er 51 Jahre lang bis zu seinem Tod 1961 angehörte und in der er zeitweise Vorsitzender der katholisch-flämischen Parlamentariergruppe war. Zusammen mit Louis Franck und Camille Huysmans begann er 1911 mit einer Propagandakampagne an der Universität Gent um diese zu „verniederländischen“. Tatsächlich kam es 1916 für kurze Zeit zur Flämisierung der Universität, die von der damaligen Besatzungsmacht des Deutschen Kaiserreiches unterstützt wurde. Zur endgültigen Flämisierung kam es dann jedoch erst 1930 nach dem Antritt von Rektor August Vermeylen.
Im Mai 1914 gründete er zwar gemeinsam mit Alfons Van de Perre und Arnold Hendrix in Antwerpen die Tageszeitung De Standaard, deren erste Ausgabe allerdings wegen des Ausbruchs des Ersten Weltkrieges erst am 4. Dezember 1918 erschien. Während des Ersten Weltkriegs befand er sich im Exil in den Niederlanden und wurde dort zu einem der Führer der geflüchteten niederländischsprachigen Belgier. Dort gründete er zusammen mit Julius Hoste Jr. die Wochenzeitung Vrij België, die gegen die Deutsche Besatzungsmacht Propaganda betrieb. Der unter seinem Vorsitz stehende Vlaamsch-Belgisch Verbond trat für die niederländische Einsprachigkeit in Unterricht, Justiz und Unternehmensführung ein und für die Trennung der flämischen und wallonischen Lehrerschaft.
Nach dem Ende des Ersten Weltkrieges  war er nicht nur Herausgeber von De Standaard, sondern ließ sich zusammen mit seinem jüngeren Bruder August Van Cauwelaert als Rechtsanwalt in Antwerpen nieder.

### Bürgermeister und Minister
1921 wurde er schließlich Bürgermeister von Antwerpen und übernahm während seiner dortigen bis 1932 dauernden Amtszeit auch das Amt des Schöffen für den Hafen von Antwerpen. Als solcher trieb er den Ausbau des Hafens in nördliche Richtung voran. Zu seinen Ehren wurde später eine der Seeschleusen des Antwerpener Hafens in Van Cauwelaertsluis benannt.
Zusammen mit der katholischen flämischer Gruppe legte er 1928 einen Entwurf für ein neues Sprachgesetz sowie 1929 für einen Begnadigungsgesetz für die flämischen Aktivisten vor. Allerdings gingen diese Initiativen den flämischen Nationalisten nicht weit genug, obwohl Van Cauwelaert nicht nur Verfechter der Flämischen Bewegung, sondern auch Gegner des Föderalismus. In der Folgezeit übernahm die christliche Arbeiterbewegung die Initiative in der Sprachgesetzgebung.
Für seine politischen Verdienste wurde er bereits am 6. Juni 1931 mit dem Ehrentitel Staatsminister gewürdigt.
Am 10. Januar 1934 wurde er dann von Premierminister Charles de Broqueville in dessen Kabinett berufen und war dort zunächst Minister für Industrie, Mittelstand und Binnenhandel sowie Minister für Post, Telegrafie und Telefon (PTT). Nach einer Regierungsumbildung war er in de Broquevilles Regierung vom 12. Juni bis 20. November 1934 Landwirtschafts- und Wirtschaftsminister.
In der nachfolgenden Regierung von Premierminister Georges Theunis wurde er dann am 20. November 1934 Minister für Landwirtschaft und Mittelstand sowie Minister für öffentliche Arbeiten. Nach einem Finanzskandal musste er jedoch bereits am 14. Januar 1935 als Minister zurücktreten, was neben seinem Antiföderalismus dazu führte, dass er seine Führungsrolle in der Flämischen Bewegung einbüßte.
Gleichwohl blieb er jedoch aktiv in der Bewegung und gehörte 1938 zu den Vätern der Flämischen Akademie für Wissenschaft, Literatur und Kunst, die seitdem den anerkannten Franz Van Cauwelaert-Wissenschaftspreis vergibt.

### Parlamentspräsident
Am 21. April 1939 wurde er Präsident der Abgeordnetenkammer und bekleidete das Amt des Parlamentspräsidenten mehr als 15 Jahre bis zum 27. April 1954. In dieser Funktion gehörte er zu den Unterstützern der Regierung von Premierminister Hubert Pierlot im Konflikt mit König Leopold III., der sich der deutschen Wehrmacht quasi selbst auslieferte. Die Regierung Pierlot erklärte den König „in seiner Amtsausübung verhindert“; die Regierung übernahm provisorisch in corpore die Amtsbefugnisse des Monarchen und erhielt dazu Van Cauwelaerts Unterstützung.
Während des Zweiten Weltkrieges blieb er im Exil in New York City. Nach dem Ende des Kriegs bemühte er sich um eine maßvolle Bestrafung der Kollaborateure und gehörte zu den Anwesenden bei der Abdankungserklärung von König Leopold III., mit der dieser am 16. Juli 1951 die „Königsfrage“ zugunsten von Baudouin I. entschied.
Bei seinem Tod hinterließ er ein umfangreiches Archiv. Im Jahr 2005 wurde er bei der Suche nach „Dem größten Belgier“ (De Grootste Belg) in einer Fernsehsendung der VRT auf den 92. Platz gewählt.
Sein Sohn Jan Van Cauwelaert war römisch-katholischer Bischof des Bistums Inongo im Kongo.